# تششمة غيلاس
تششمة غيلاس (بالفارسية: چشمه گیلاس) هي قرية تقع في قسم بيزكي الريفي (مقاطعة تشناران) في إيران. يقدر عدد سكانها بـ 136 نسمة بحسب إحصاء 2016.